# La battaglia di Stalingrado (film 1949)
La battaglia di Stalingrado (Stalingradskaya bitva I,II) è un film del 1949 diretto da Vladimir Petrov.

## Trama
Il film è la ricostruzione di alcuni fatti avvenuti durante la battaglia di Stalingrado, ad opera di Vladimir Michajlovič Petrov, regista russo all'epoca famoso.

## Riconoscimenti
- Globo di Cristallo 1949 al Festival internazionale del cinema di Karlovy Vary